# Эрасинид
Эрасинид (др.-греч. Ἐρασινίδης; умер осенью 406 года до н. э., Афины) — афинский политический деятель и военачальник, участник Пелопоннесской войны. Был одним из командующих афинским флотом в битве при Аргинусских островах в 406 году до н. э. Позже его приговорили к смерти за неоказание помощи морякам, погибшим в этом бою.

## Биография
Возможно, первое упоминание об Эрасиниде относится к 409 году до н. э. Афинянин с таким именем предложил наградить убийц Фриниха — одного из лидеров олигархического режима Четырёхсот. Этот эпизод (в случае, если речь действительно идёт об одном человеке) показывает, что Эрасинид был сторонником демократического строя.
В 407 году до н. э., после отставки Алкивиада, Эрасинид стал одним из афинских стратегов. В это время шла Пелопоннесская война. Эрасинид вместе с коллегами Архестратом, Леонтом и Аристократом отправился во главе эскадры на театр боевых действий: сначала на Самос, потом к Геллеспонту и на Лесбос. В гавани Митилены он был заблокирован спартанцами вместе с основными силами афинского флота, которыми командовал Конон. На быстроходной триере Эрасиниду удалось вырваться из гавани и принести в Афины весть об осаде. Его переизбрали стратегом на 406 год до н. э. и сделали одним из восьми командующих большой эскадрой, отправленной на помощь Конону.
У Аргинусских островов произошла большая битва (406 год до н. э.). Эрасинид в ней командовал пятнадцатью кораблями на левом фланге второй линии, рядом с Периклом Младшим. Афиняне не дали врагу прорвать их боевую линию и одержали полную победу. На военном совете, созванном сразу после боя, Эрасинид предложил направить все силы на спартанцев, осаждавших Митилену, тогда как его оппоненты (в частности, Диомедонт) предлагали сосредоточиться на спасении экипажей гибнущих афинских кораблей. В итоге победил компромиссный вариант — разделить эскадру на две части. Однако из-за сильной бури не удалось выполнить ни одну из двух задач; афиняне не смогли даже собрать тела для похорон на родине. Из-за этого всех стратегов досрочно лишили полномочий. Было ясно, что в Афинах их ждёт суд, но шестеро из них, включая Эрасинида, всё-таки вернулись в родной город. Там политик-демагог Архедем наложил на Эрасинида предварительный штраф и обвинил его в присвоении государственных денег, увезённых за год до этого из Геллеспонта. Эрасинид тут же был арестован, а потом его вместе с коллегами отдали под суд за неоказание помощи морякам при Аргинусах.
Известно, что судили стратегов не в гелиэе, а непосредственно в народном собрании, и самым активным обвинителем был Ферамен. На первом заседании судьи склонялись скорее к оправдательному приговору, но вынесение решения было отложено из-за наступления темноты. В последующие дни ситуация изменилась: во время праздника Апатурий на агору вышли многочисленные родственники погибших при Аргинусах в траурной одежде (по одной из версий, это была всего лишь инсценировка). Народное собрание теперь было настроено однозначно против стратегов, и на втором заседании оно вынесло обвинительный приговор. Все шестеро, включая Эрасинида, были казнены.

## В культуре
Процесс стратегов-победителей описывается в романе Мэри Рено «Последние капли вина» (1956).